# Занбар, Моше
Моше Занбар (ивр. משה זנבר‎, 29 марта 1926, Кечкемет — 1 октября 2012, Тель-Авив) — израильский экономист. Управляющий Банком Израиля с 1971 по 1976 год.

## Биография
Густав Зандберг (Gusztáv Sandberg) родился 29 марта 1926 года в Кечкемете, Венгрия.
В начале июня 1944 года Занбара призвали в трудовые батальоны венгерской армии. В октябре 1944 года его часть была доставлена к австрийской границе и отправлена в концлагерь Дахау в Германии. Он был освобожден союзными войсками 2 мая 1945 года недалеко от Зеесхаупта, когда его переводили поездом в лагерь смерти.
В начале 1948 года репатриировался в Израиль.
Затем устроился в Министерство финансов Израиля: глава исследовательского отдела (1958—1960), заместитель директора Управления государственных доходов (1960—1963), глава бюджетного управления и советник министра по экономике (1963—1968).
С 1971 по 1976 год Моше Занбар был управляющим Банка Израиля.
В 1988—1995 годах — председатель Совета директоров Банка Леуми.
В 1992—2003 годах — президент Международной торговой палаты в Израиле (ICC Israel).
Умер 1 октября 2012 года в Тель-Авиве.

## Профессиональная деятельность
В 1951 году Занбар начал работать исследователем и статистиком в Институте социально-прикладных исследований, возглавляемом Луи Гуттманом. Он был пионером в области экономики потребления и распределения доходов. В 1956 году он стал заместителем директора института Гуттмана. С 1957 по 1962 год он также был преподавателем Еврейского университета в Иерусалиме.
Работая в Министерстве финансов, Занбар занимался финансовым законодательством и возглавлял несколько правительственных финансовых комитетов. Он также был представителем правительства в различных советах директоров государственных корпораций, таких как Mekorot, также в течение нескольких лет был председателем финансового комитета El Al, а в 1967 году стал председателем-основателем «Израильского совета по ставкам на спорт».